# Canillas de Río Tuerto
Canillas de Río Tuerto ist ein Ort und eine nordspanische Gemeinde (municipio) mit 44 Einwohnern (Stand: 2024) im Zentrum der Autonomen Gemeinschaft La Rioja. Die Gemeinde gehört zum Weinbaugebiet der Rioja Alta. 

## Lage und Klima
Canillas de Río Tuerto liegt etwa 36 Kilometer westsüdwestlich von Logroño in ca. 625 m Höhe. Regen (ca. 733 mm/Jahr) fällt – mit Ausnahme der Sommermonate – übers Jahr verteilt.

## Bevölkerungsentwicklung
| Jahr      | 1970 | 1981 | 1991 | 2001 | 2011 | 2021 |
| Einwohner | 134  | 102  | 82   | 57   | 43   | 40   |

Als Folge der Reblauskrise, der Mechanisierung der Landwirtschaft, der Aufgabe bäuerlicher Kleinbetriebe und des daraus resultierenden geringeren Arbeitskräftebedarfs ist die Einwohnerzahl des Orts seit der Mitte des 20. Jahrhunderts stetig gesunken.

## Sehenswürdigkeiten

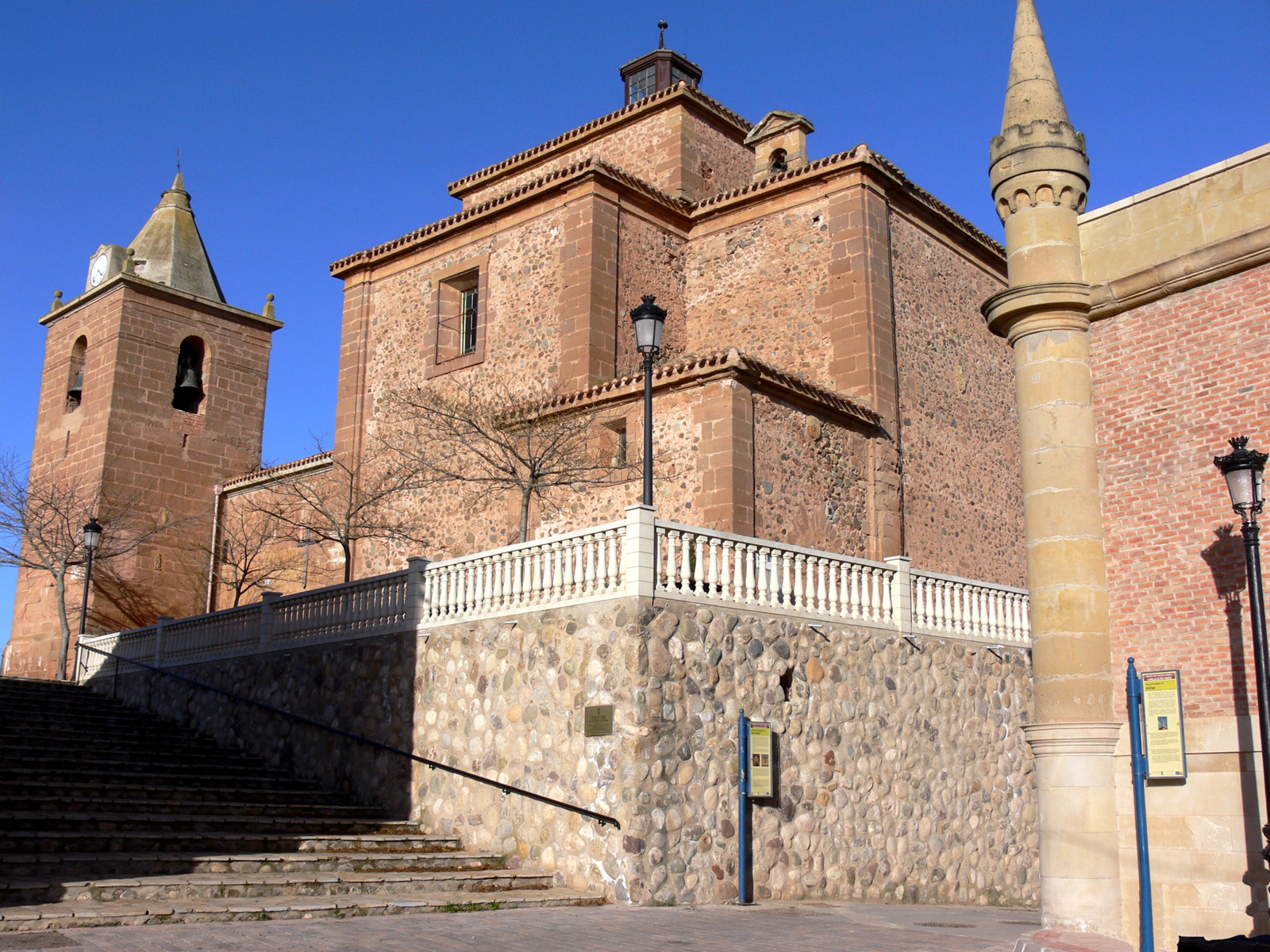
Martinskirche
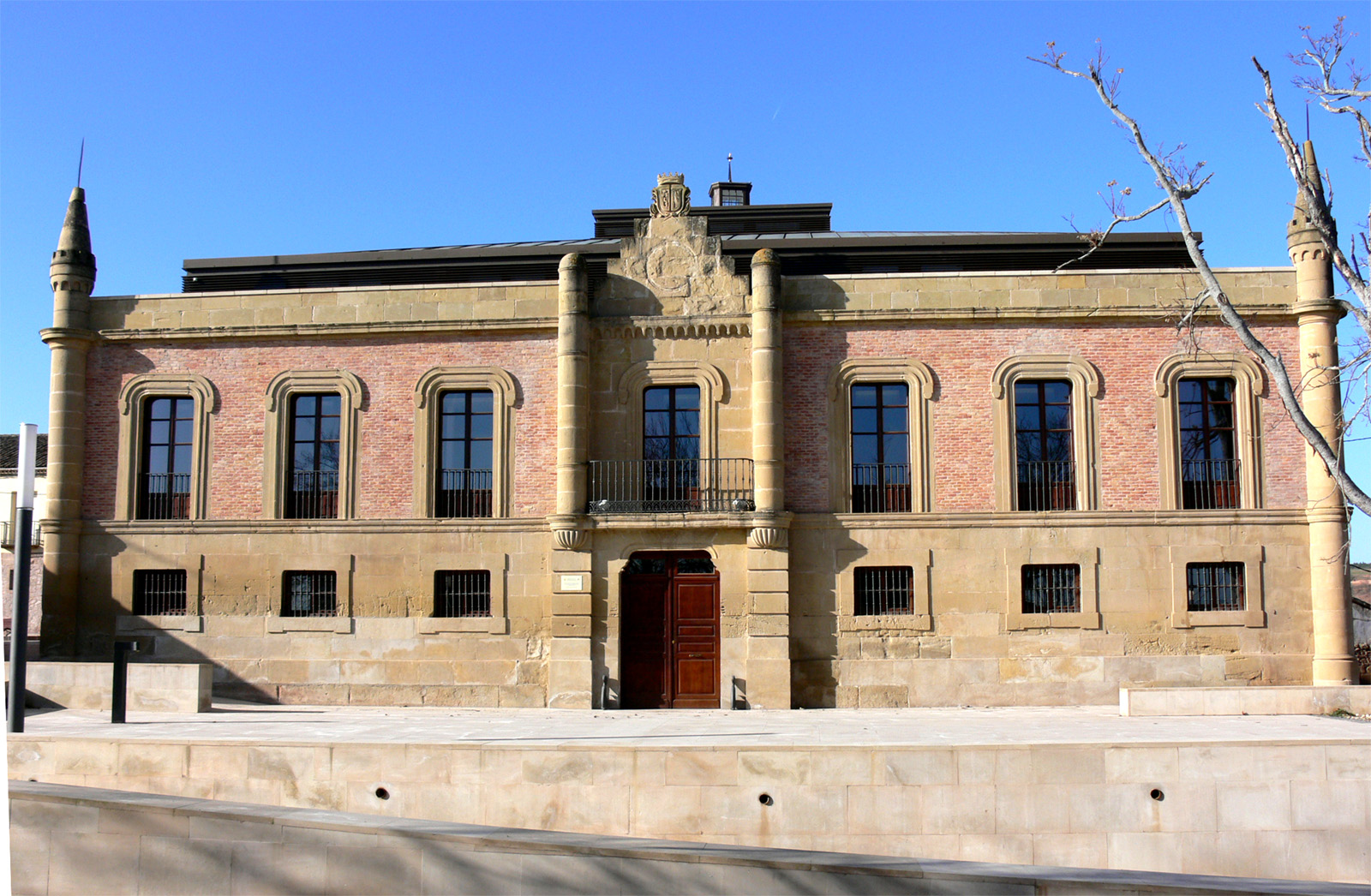
Herrenhaus der Grafen von Hervías

- Martinskirche
- Herrenhaus